# Asplenium nesioticum
Asplenium nesioticum är en svartbräkenväxtart som beskrevs av William Ralph Maxon. Asplenium nesioticum ingår i släktet Asplenium och familjen Aspleniaceae. Inga underarter finns listade.